# Pentomino
Pentomino  (ili Pentamino) je matematička igra, prvenstveno namijenjena za jednog, ali se može modificirati za dva ili više igrača. Pentomino u matematici je poliomino sastavljen od pet sukladnih kvadrata, spojenih po svojim stranicama.

## Povijest
Iako se igra spominje još početkom XX. stoljeća (najpoznatiji je problem "Strgana šahovska ploča" iz Dudeneyjeve knjige "The Canterbury Puzzles" iz 1907.), riječ "pentomino" izmislio je američki matematičar Solomon W. Golomb i prvi put primijenio u članku objavljenom u stručnom časopisu American Mathematical Monthly 1954. Poliomino, kao nadređenu skupinu, spomenuo je i popularizirao Martin Gardner u časopisu Scientific American tek 1957.

## Pločice
Od pet kvadrata se može sastaviti 12 prostih (bez rotacije ili refleksije), 18 jednostranih (sa 6 zrcalnih parova) i 63 fiksnih pentomina (s rotacijama i refleksijama).
Za igru se koristi 12 pločica (figura), sve proste kombinacije od pet kvadrata. Zbog lakšeg pamćenja (prema sličnosti) 7 pločica označavaju se sa zadnjih 7 slova abecede T, U, V, W, X, Y, Z, a preostalih 5 pločica slovima F, I, L, P, N (pomoćna riječ FILiPiNi).

## Igra za jednog igrača
Igra za jednog igrača je u stvari igra strpljenja (fr. Solitaire). Cilj igre je sve pločice posložiti u pravokutnik, bez praznih polja i bez preklapanja pločica; dopušteno je rotiranje i okretanje kao u zrcalu. Kako je 12 × 5 ukupno 60 kvadratića, moguće dimenzije pravokutnika su 3×20, 4×15, 5×12 i 6×10 polja.
Broj mogućih rješenja je:
| Oblik  | Rješenja |
| ------ | -------- |
| 6 × 10 | 2339     |
| 5 × 12 | 1010     |
| 4 × 15 | 368      |
| 3 × 20 | 2        |

Umjesto pravokutnika, pločice se mogu slagati i u neki drugi geometrijski lik, na primjer kvadrat 8×8. U tom slučaju, ostaju 4 prazna polja, koja mogu biti različito razmještena:

## Igra za više igrača
Postoji više inačica igre za više igrača. Najčešća je igra na standardnoj šahovskoj ploči 8×8 polja.
Kad igraju dva igrača, pločice se promiješaju i igrači naizmjence uzimaju po jednu iz hrpe, svaki po 6. Zatim ih naizmjenično stavljaju na proizvoljna prazna polja ploče. Igra se prekida kada igrač koji je na redu u svojoj hrpi nema više pločicu koju bi mogao uklopiti na ploču, i taj igrač gubi partiju.
Isti način igre je i s tri ili četiri igrača (koji igraju svaki za sebe ili u parovima), samo što dobiju po 4, odnosno 3 pločice, a pobjednik je igrač (ili par) koji je postavio zadnju pločicu.

## Vanjske poveznice
- George Edward Martin, "Polyominoes: a guide to puzzles and problems in tiling", Google books (engl.)
- Solomon W. Golomb, "Polyominoes: puzzles, patterns, problems, and packings", Google books (engl.)